# Porricondyla montana
Porricondyla montana är en tvåvingeart som först beskrevs av Marikovskij 1958.  Porricondyla montana ingår i släktet Porricondyla och familjen gallmyggor. Inga underarter finns listade i Catalogue of Life.